# فاروق أبو الرب
فاروق يونس مصطفى أبو الرب (أبو حسان؛ 12 نوفمبر 1941 في بيسان – ) محامي ودبلوماسي فلسطيني. كان سفيرًا لمنظمة التحرير الفلسطينية لدى اليمن الشمالي والجزائر.

## حياته
وُلد أبو الرب في مدينة بيسان عام 1941 إبان فترة الانتداب البريطاني على فلسطين. هُجر إلى سوريا مع عائلته نتيجة لحرب 1948. 
درس القانون في جامعة دمشق وتخرج منها في العام الدراسي 1965–1966.
انضم إلى حركة فتح أواخر عام 1965. عمل رئيسًا لمكتب تمثيل منظمة التحرير الفلسطينية لدى اليمن الشمالي (1973–1976) ولدى الجزائر (1976–1983).
في 10 سبتمبر 1995، عُين مديرًا عامًا لأمانة المجلس التشريعي الفلسطيني.
في 8 فبراير 2004، عُين مستشارًا لوزير العدل بدرجة وكيل وزارة.
في 28 أغسطس 2004، عُين مستشارًا للشؤون القانونية في أمانة الرئاسة بالإضافة إلى عمله في وزارة العدل.
في 26 سبتمبر 2004، عُين وكيلًا لوزارة العدل اعتبارًا من 1 أكتوبر 2004.